# Severin Christensen
Hans Severin Christensen, född 19 mars 1867 i Rönne, död 19 januari 1933 i Köpenhamn, var en dansk filosof och läkare i Köpenhamn, och var en av grundarna av partiet Retsforbundet.
Han tog livlig del i den så kallade rättsdemokratiska rörelsen som förenade ett georgistiskt jordreformprogram med utpräglat ekonomisk och social individualism. Han grundade sina åsikter på en etisk teori, som ser moralens princip i vederlagskravet. Varje arbetsprestation skall ersättas till sitt fulla värde, och var och en skall fritt förfoga över sina arbetsresultat. Jordvärdet får ej tillkomma enskilda, då det inte är resultatet av någon enskilds arbete utan av hela samhällets framåtskridande. Staten skall garantera egendomsrätten men får inte ingripa i det ekonomiska livet. Hans huvudarbeten var Naturlig Ret (1907), Retsstaten (1911, svensk översättning 1925) samt Fra Magtstat til Retsstat (1924). 

## Privatliv
Severin Christensen växte upp i Rönne som son till köpmannen Hans Christian Julius Christensen (1830–1894) och Laura Christine Margrethe Sørensen (1829–1901) i ett förnämligt medelklassfamilj och blev elev vid Rønne Statsskole 1885 (nu Bornholms Gymnasium). Efter att ha ställt upp sin praktik som läkare gifte han sig med Elna Emilie Henriques (1866–1938) i Frederiksbergskyrkan. Hon var dotter till hospitalinspektör och justitieråd, Vilhelm Moritz Henriques (1828–1889) av släkten Henriques och Marie Christine Rasmussen (1826–1913 ), och syster till den kände danske violinisten och kompositören, Fini Henriques (1867–1940). Eftersom Elna Emilie Henriques led av epilepsi och lagen den tiden förbjöd kvinnor med den sjukdomen att ha barn, adopterade Severin Christensen och hans fru en flicka, som de kallade Ellen Hansine Christine Severine Christensen (1892–1972). Christensens vänkrets ingick människor som den berömde kompositören Rued Langgaard och svenska konstnären Carl Larsson.

## Utbildning och Karriär
Efter gymnasiet studerade Severin Christensen medicin vid Köpenhamns universitet och tog examen år 1892. Han avslutade sin hemvist år 1894, varefter han gjorde en lång studieresa utomlands. År 1896 började han träna som läkare i Köpenhamn, där han också mellan 1905 och 1910 var assistent på klinikens avdelning för barnsjukdomar; och från 1913 till 1932 var kommunläkare.